# A tiltott nő
A tiltott nő (eredeti címe: Die verbotene Frau) egy 2013-ban készült osztrák–német televíziós film. A szerelmi dráma, amelyben Alexandra Neldel és Mido Hamada játsszák a főszerepet, Verena Wermuth A tiltott nő: Éveim Khalid dubai sejkkel című önéletrajzi regényére épül.

## Cselekmény
Az újságíró és fényképész Verenának jó állása van és egy szerető társa. Aztán találkozik az arab férfivel Khaliddal és beleszeret. A férfi nagyon jó benyomást kelt irányába és újból találkoznak Dubajban. A kapcsolata kemény próbát áll ki, amikor Verena megtudja, hogy Khalid nem csak egyszerűen egy arab férfi, hanem ő az Egyesült Arab Emirátusok jövendő  sejkje. Azt is meg kell tudnia, hogy hosszú ideje már a szép muszlim Faizahnak ígérte el magát. A családja, különösen a testvére, Hasszán áll Khalid és Verena közé. Hamarosan Verena számára egyértelmű lesz, hogy döntenie kell: vagy marad a tiltott nő, vagy egy szabad élet mellett dönt a férfi nélkül. Végül is elhagyja a férfit, és Khalid házasságra lép Faizahhal.

## Fordítás
- Ez a szócikk részben vagy egészben  a   Die verbotene Frau (2013) című német Wikipédia-szócikk ezen változatának fordításán alapul.  Az eredeti cikk szerkesztőit annak laptörténete sorolja fel. Ez a jelzés csupán a megfogalmazás eredetét és a szerzői jogokat jelzi, nem szolgál a cikkben szereplő információk forrásmegjelöléseként.